# Raiffeisenbank Lorup
Die Raiffeisenbank Lorup eG ist eine deutsche Genossenschaftsbank mit Sitz in der niedersächsischen Gemeinde Lorup im Landkreis Emsland.

## Geschichte
Die Bank führt ihre Anfänge auf die am 24. Dezember 1900 gegründete Spar- und Darlehenskasse Lorup zurück. Im Jahre 1965 erfolgte dann durch einen Generalversammlungsbeschluss die Namensänderung in Raiffeisenbank eG Lorup. Bis heute hat die seit 23. Mai 1977 als Raiffeisenbank Lorup eG firmierende Genossenschaftsbank ihre Eigenständigkeit bewahrt.

## Rechtsverhältnisse
Die Raiffeisenbank Lorup eG ist im Genossenschaftsregister beim Amtsgericht Osnabrück unter GnR 120009 eingetragen.

## Organisationsstruktur
Rechtsgrundlagen sind das Genossenschaftsgesetz und die durch die Generalversammlung beschlossene Satzung.
Die Organe und Gremien der Raiffeisenbank Lorup eG sind der Vorstand, der Aufsichtsrat und die Generalversammlung. Der Vorstand der Bank besteht aus zwei Mitgliedern, die vom Aufsichtsrat berufen werden. Sie führen nicht nur die Geschäfte der Bank im Alltag, sondern vertreten auch die Interessen der Genossenschaftsbank in der Öffentlichkeit und bei Gericht. Der Aufsichtsrat hingegen wird von der Generalversammlung gewählt und kontrolliert die Arbeit des Vorstandes. Die Generalversammlung der Mitglieder bildet das zentrale Willensbildungsorgan der Genossenschaftsbank.

## Sicherungseinrichtung
Die Raiffeisenbank Lorup eG ist der amtlich anerkannten Sicherungseinrichtung des Bundesverbandes der Deutschen Volksbanken und Raiffeisenbanken GmbH und der zusätzlichen freiwilligen Sicherungseinrichtung des Bundesverbandes der Deutschen Volksbanken und Raiffeisenbanken e.V. angeschlossen.

## Geschäftsausrichtung
Die Raiffeisenbank Lorup eG betreibt das Universalbankgeschäft und ist Teil der Genossenschaftlichen FinanzGruppe Volksbanken Raiffeisenbanken. Zu den Partnern gehören die Bausparkasse Schwäbisch Hall, die R+V Versicherung, Union Investment, easyCredit, VR Smart Finanz, DZ Bank, DZ Hyp, DZ Privatbank und Münchener Hyp.

## Erneuerbare Energien
Im Jahr 1999 wurde die Tochtergesellschaft RBI - Raiffeisen Bauträger- und Immobilien GmbH gegründet und mit der Projektentwicklung und wirtschaftlichen Konzeption des Windparks in Lorup beauftragt. Die Firma ENERCON erhielt den Auftrag, die Windenergieanlagen schlüsselfertig zu erstellen. Die ersten vier Anlagen wurden im Dezember 2001 in Betrieb genommen. Es folgten insgesamt 10 weitere Anlagen bis Mitte 2004.
2010 wurde der Windpark Lorup um fünf Windenergieanlagen erweitert. Für den Energiepark Hümmling wurden insgesamt 23 Windenergieanlagen durch die Firma ENERCON errichtet. 1534 Einzelpersonen wurden Gesellschafter der neu gegründeten Energiepark Hümmling GmbH & Co.KG.

## Geschäftsgebiet
Das Geschäftsgebiet liegt im Nordosten des Landkreises Emsland.
Neben der Geschäftsstelle am Hauptsitz der Bank wird keine weitere Geschäftsstelle betrieben.